# Tholosgrab von Platyskinos

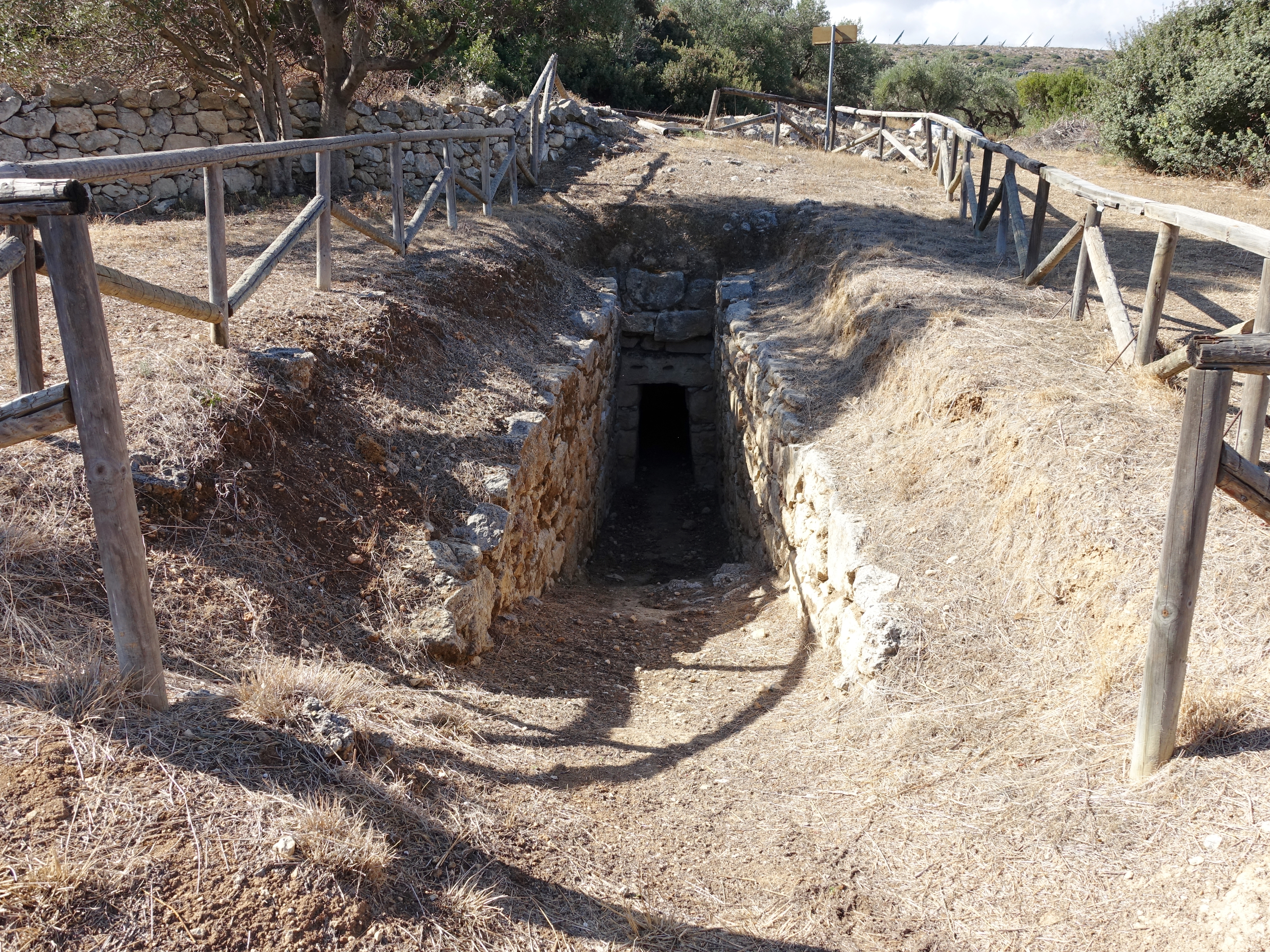
Dromos zum Grabeingang

Das Tholosgrab von Platyskinos (griechisch Θολωτός Τάφος Πλατύσκινου Tholotos Tafos Platyskinou) ist ein spätminoisches Rundgrab mit einer Kragkuppel und zugehörigem Dromos im Osten der griechischen Insel Kreta. Es befindet sich in der Gemeinde Sitia des Regionalbezirks Lasithi, etwa 1,6 Kilometer südöstlich des Ortes Achladia (Αχλάδια). Als Tholos bezeichnet man unter anderem die Rundbauten bronzezeitlicher Kuppelgräber des mediterranen Raumes.

## Lage und Geschichte
Das Tholosgrab von Platyskinos liegt umgeben von Olivenplantagen auf etwa 260 Metern Höhe südöstlich unterhalb des 301 Meter hohen Kefala Platyskinou (Κεφάλα Πλατύσκινου) in einem kleinen Tal. Es ist abseits der Straße auf einem unbefestigten Weg zu erreichen. Die Nordküste Kretas an der Bucht von Sitia ist ungefähr 5,9 Kilometer Luftlinie entfernt. Die nächstliegende Ausgrabungsstätte, die der Minoischen Villa von Achladia, befindet sich auf der kleinen Erhebung Riza (Ρίζα) am Nordabhang des Kefala Platyskinou 900 Meter nördlich des Tholosgrabes.

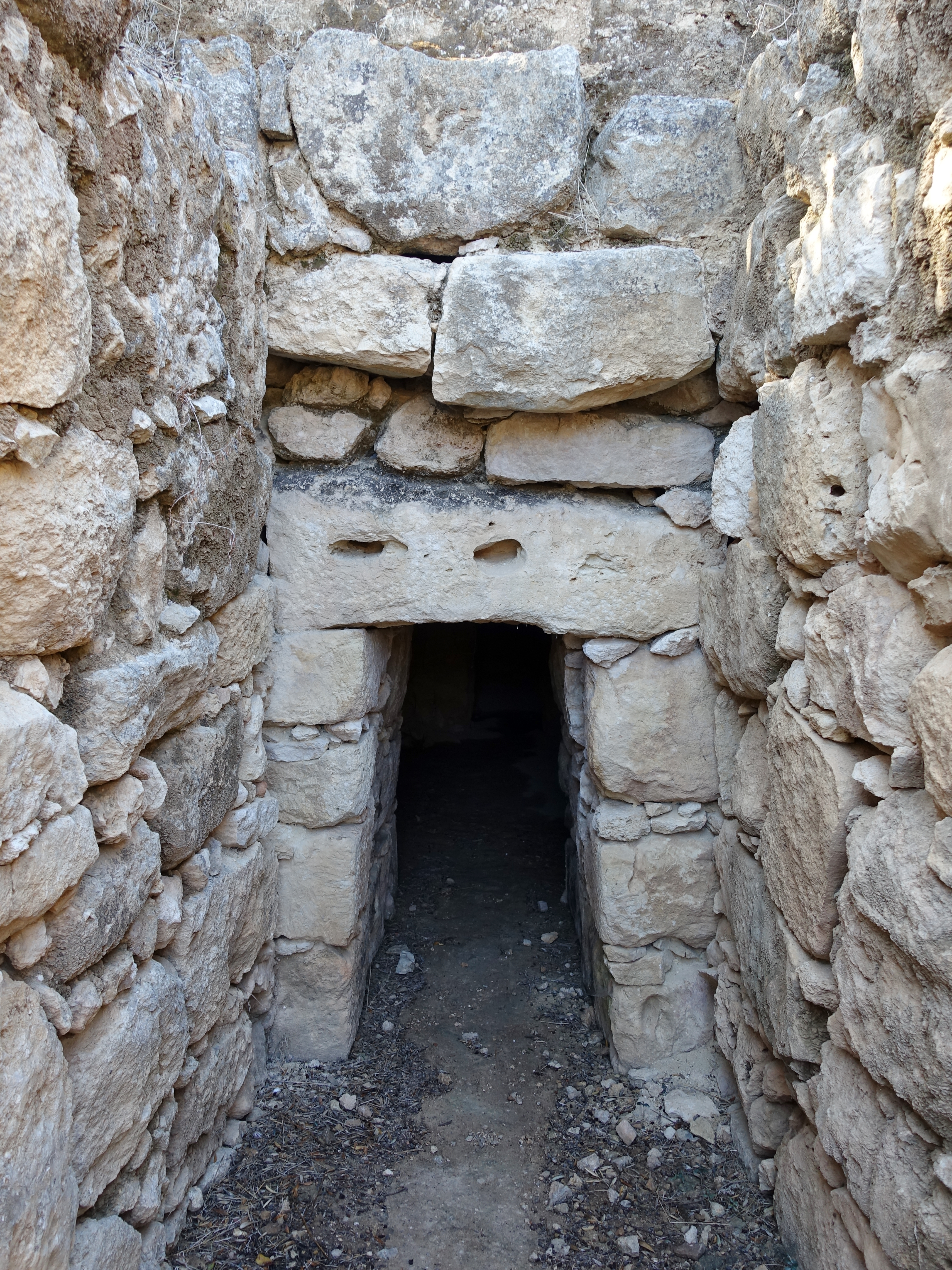
Grabeingang

Das unterirdische Kuppelgrab wurde 1939 von Nikolaos Platon entdeckt und teilweise ausgegraben. Ab 1952 setzte er seine Grabungen fort. Dem eigentlichen Grabbau ist ein von Nordosten leicht nach unten führender, neun Meter langer Dromos (Korridor) vorgesetzt. Er ist mit einem Trockenmauerwerk aus Natursteinen eingefasst. Durch den trapezförmigen Eingang gelangt man in einen runden Raum, der nach oben mittels eines Kraggewölbes aus Trockenmauerwerk in Form eines Kegels abschließt. Der Durchmesser des Raumes beträgt 4,08 Meter, die Höhe 4,16 Meter. Gegenüber dem Grabeingang befindet sich ein kleinerer Durchgang zu einer wohl nicht vollendeten Seitenkammer. Die Stürze und Schwellen von Ein- und Durchgang bestehen aus je einem behauenen Werkstein. Vertiefungen am Haupteingang und deren Schwelle dienten möglicherweise der Verankerung einer Holztür.
Im Tholosgrab von Platyskinos wurden Tongefäße und drei Sarkophage gefunden. Die Sarkophage waren mit religiösen Symbolen und Tintenfischen bemalt. Nach den Funden datierte Nikolaos Platon das Grab in die spätminoische Phase SM III. Es wurde in den Jahren von 1400 bis 1220 v. Chr. errichtet und mehr als 100 Jahre genutzt. Von seiner Art ist das Tholosgrab von Platyskinos für Ostkreta einzigartig. Es ähnelt dem Kuppelgrab A in Phourni bei Archanes und ist vom Durchmesser nur geringfügig kleiner. Parallelen zu den mykenischen Tholosgräbern führten zu der Ansicht, dass diese Art der Grabbauten durch mykenische Griechen auf Kreta eingeführt wurde. Das Grab von Platyskinos ist von einfachen Schachtgräbern umgeben. Die zugehörige Siedlung befand sich vermutlich oberhalb des Friedhofs, wo antike Terrassierungen aus großen Steinen und noch nicht ausgegrabene Strukturen erkennbar sind.

Innenansichten des Tholosgrabes
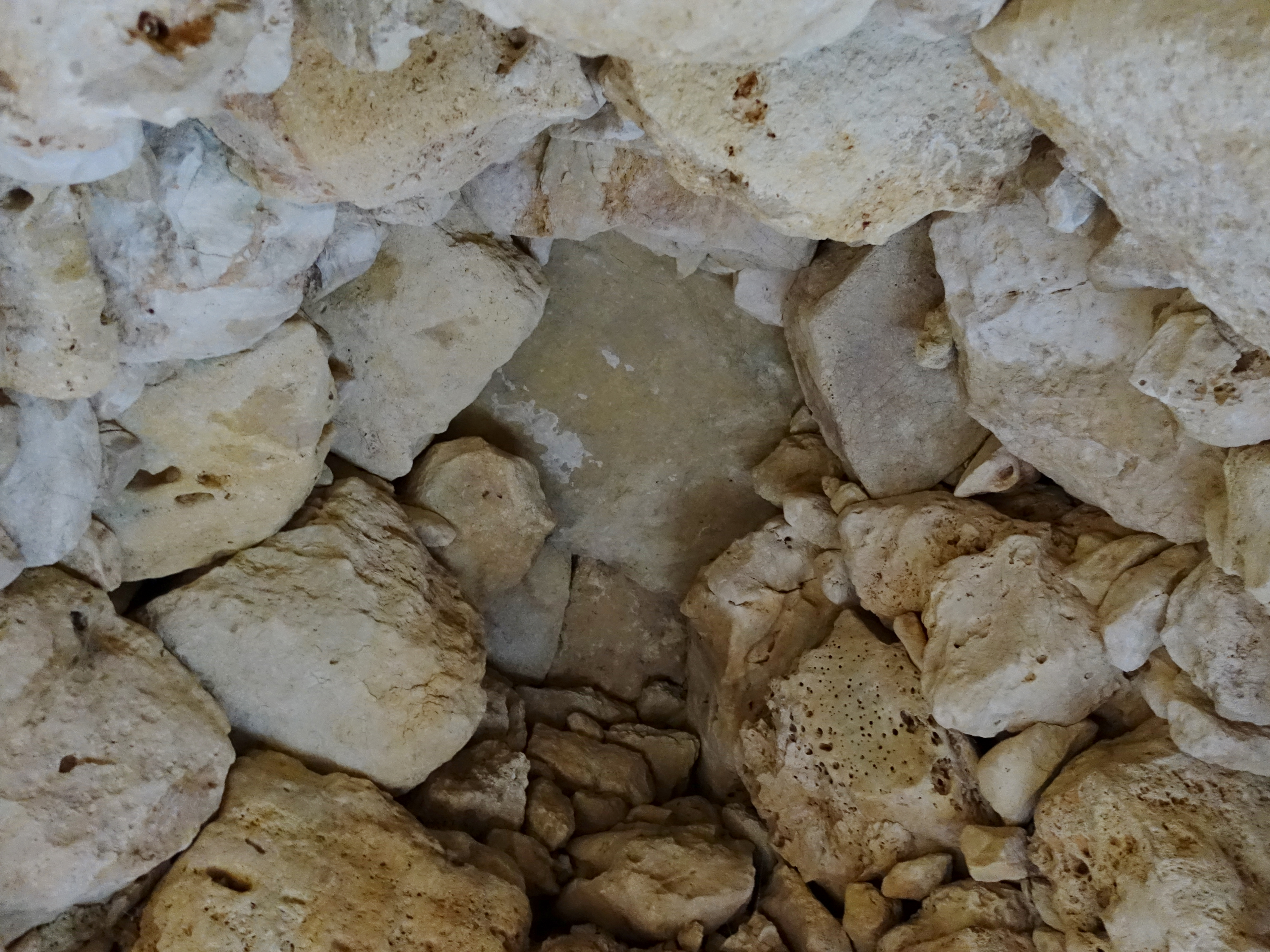
Abdeckstein der Kuppel
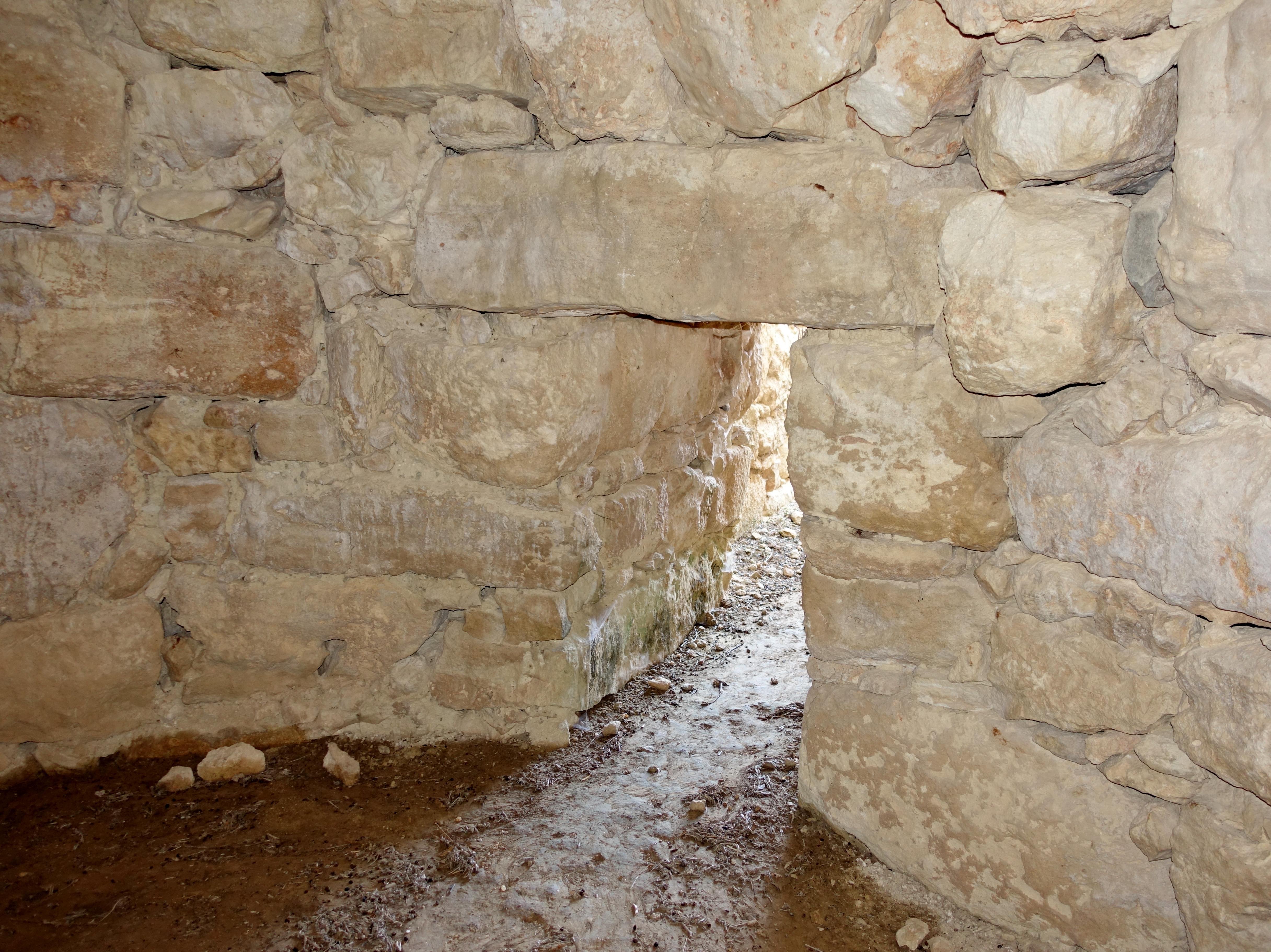
Grabeingang
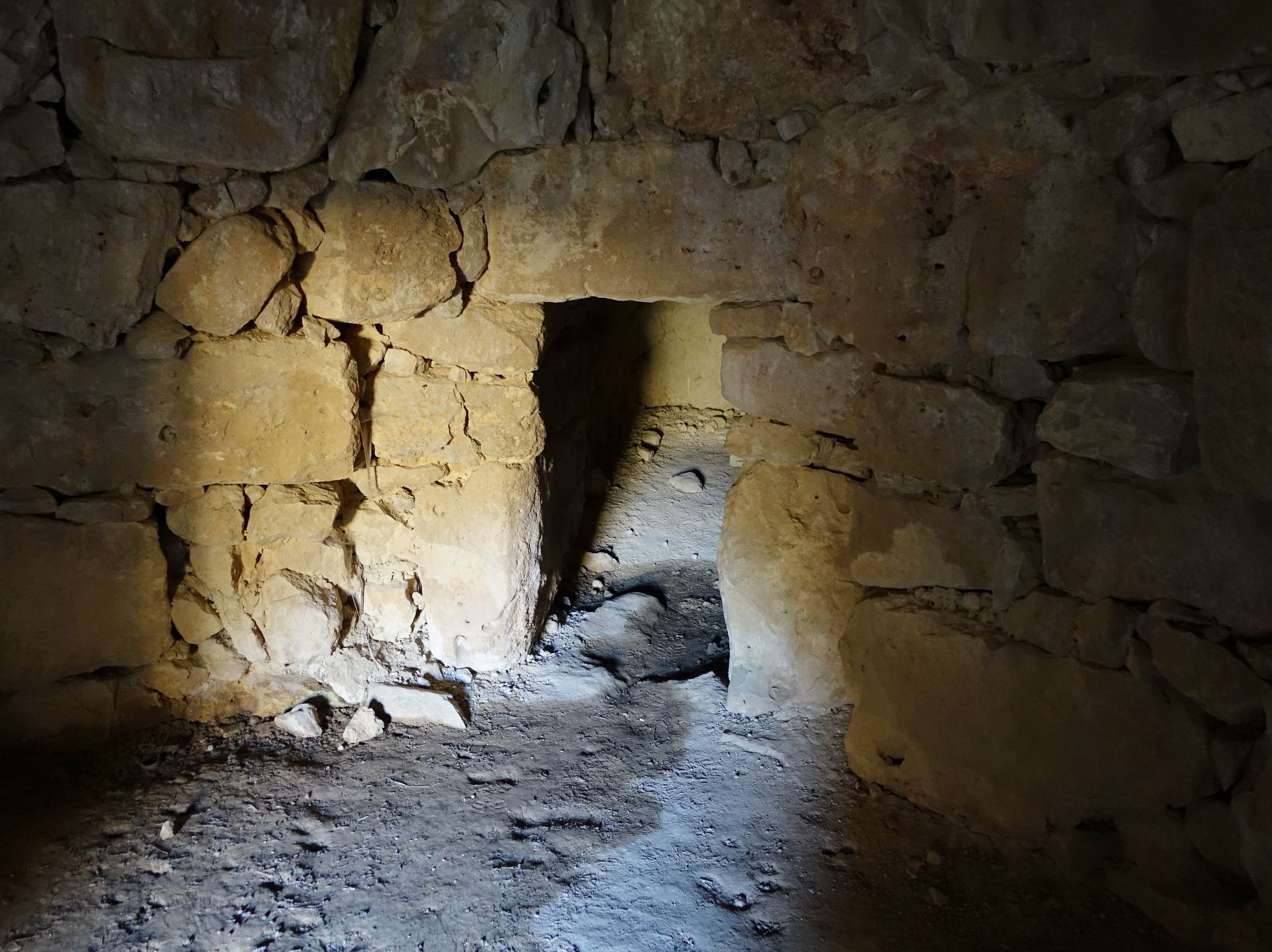
Seitenkammerzugang
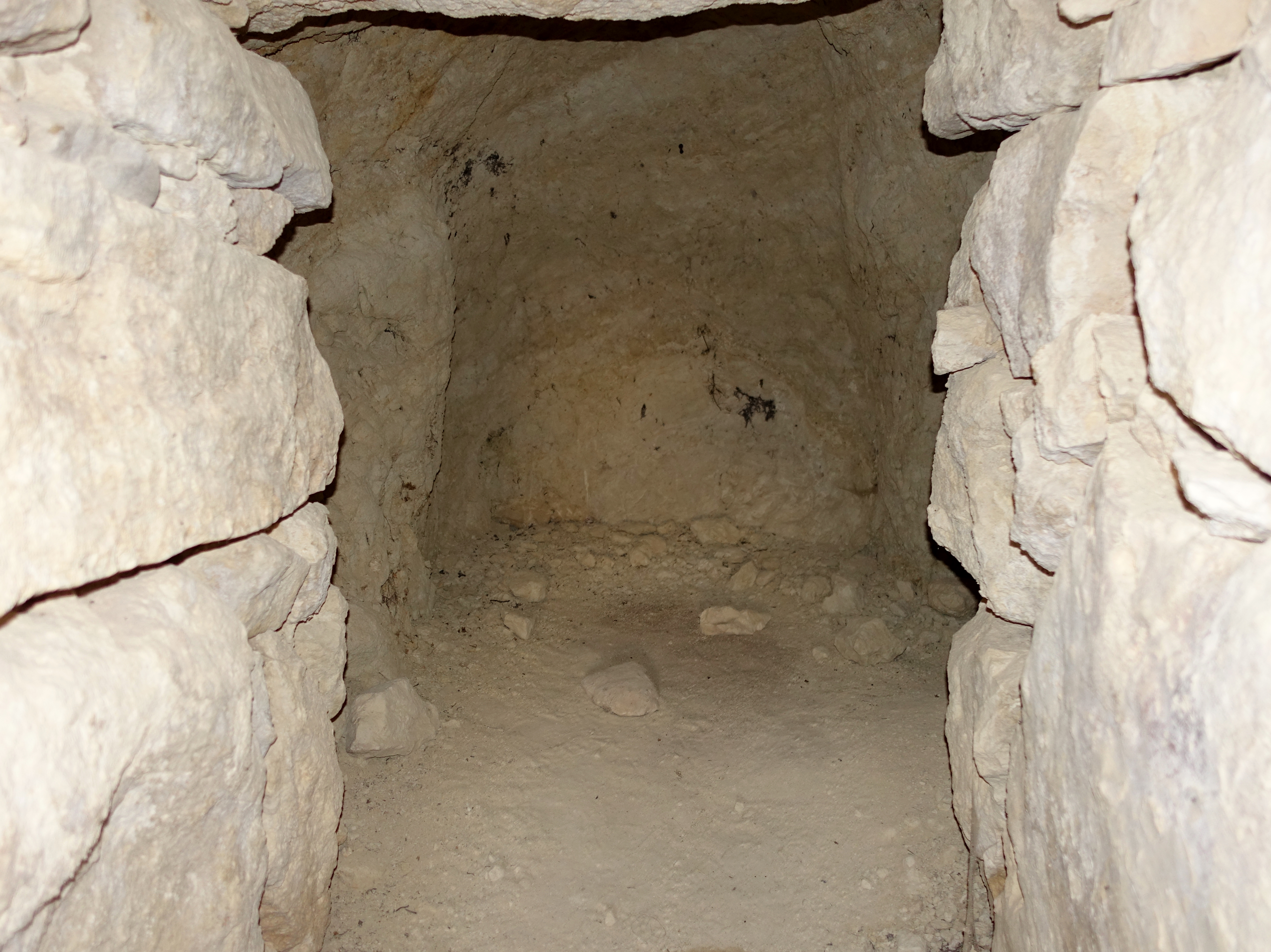
Seitenkammer